# Stellaria (zoologia)
Stellaria Møller, 1832 è un genere di molluschi gasteropodi appartenente alla famiglia Xenophoridae.

## Descrizione
Rispetto a altre specie di Xenophoridae hanno una conchiglia di dimensioni medio-grandi, con meno detriti e conchiglie attaccate.

## Tassonomia
Comprende 5 specie:
- Stellaria chinensis (Philippi, 1841)
- Stellaria gigantea (Schepman, 1909)
- Stellaria lamberti (Souverbie, 1871)
- Stellaria solaris (Linnaeus, 1764)
- Stellaria testigera (Bronn, 1831)

La specie tipo è Trochus solaris Linnaeus, 1764.